# Marpesia cressilineata
Marpesia cressilineata är en fjärilsart som beskrevs av Hans Fruhstorfer. Marpesia cressilineata ingår i släktet Marpesia och familjen praktfjärilar. Inga underarter finns listade i Catalogue of Life.